# جورج كيندال شارب
جورج كيندال شارب (بالإنجليزية: G. Kendall Sharp) هو ضابط ومحامي وقاضي أمريكي، ولد في 30 ديسمبر 1934 في شيكاغو في الولايات المتحدة.